# Lijst van MSX-computers
Dit is een overzichtslijst van alle MSX-computers en -producenten, gesorteerd naar MSX-generatie, computerproducent en computermodel.

## MSX1
- Canon
  - V-8
  - V-10
  - V-20

- Casio
  - MX-10
  - MX-15
  - MX-101
  - PV-7
  - PV-16

- Ciel
  - Expert 3

- Daewoo
  - DPC-100
  - DPC-180
  - DPC-200

- Dragon
  - MX-64

- Fujitsu
  - FM-X

- Goldstar
  - FC-80
  - FC-100
  - FC-200

- Gradiente
  - Expert 1.0
  - Expert 1.1
  - Expert 2.0
  - Expert Plus
  - DDPLus
  - Expert XP-800

- Hitachi
  - AH-200
  - MB-H1
  - MB-H2
  - MB-H3
  - MB-H21
  - MB-H25
  - MB-H50

- JVC
  - HC-5
  - HC-6
  - HC-6AV
  - HC-7
  - HC-7GB
  - HC-30
  - HC-60

- Kawai
  - KMC-5000

- Mitsubishi
  - ML-F48
  - ML-F80
  - ML-F110
  - ML-F120
  - ML-FX1
  - ML-FX2
  - ML-8000

- National
  - CF-1200
  - CF-2000
  - CF-2700
  - CF-3000
  - CF-3300
  - FS-1300

- Panasonic
  - CF-2000
  - CF-2700
  - CF-3000
  - CF-3300

- Philips
  - VG-8000
  - VG-8010
  - VG-8020 VG-8020
  - NMS-800
  - NMS-801
  - Philips VG-8020 Holland Bingo

- Pioneer
  - PX-7
  - PX-V60

- Samsung
  - SPC-800

- Sanyo
  - MPC-2
  - MPC-3
  - MPC-4
  - MPC-5
  - MPC-6
  - MPC-10
  - MPC-11
  - MPC-64
  - MPC-100
  - MPC-200
  - MPC-X
  - PHC-27
  - PHC-28
  - PHC-30
  - PHC-33
  - PHC-SPC

- Schneider
  - MC-810

- Sharp
  - HB-8000
  - HB-8000
  - HB-8000

- Sony
  - HB-10
  - HB-11
  - HB-20
  - HB-55
  - HB-75
  - HB-101
  - HB-201
  - HB-501
  - HB-701
  - HB-701FD

- Spectravideo
  - SVI-728

- Toshiba
  - HX-10
  - HX-10D
  - HX-10DP
  - HX-10DPN
  - HX-10E
  - HX-30
  - HX-31
  - HX-32
  - HX-51

- Yamaha
  - AX-150
  - AX-230
  - CX5
  - CX5F
  - CX5M
  - CX5MII/64/128
  - CX11
  - SX100
  - YIS303
  - YIS503
  - YIS303II/64

- Yashica
  - YC-64

- Zemmix
  - CPC-50
  - CPC-51

## MSX2
- Canon
  - V-30
  - V-30F

- Daewoo
  - CPC-300
  - CPC-400
  - CPC-400S

- Hitachi
  - HC-H10AV
  - HC-H80
  - HC-H90
  - HC-H95
  - HC-H9S
  - HC-H180

- JVC
  - HC-95
  - HC-H10AV
  - HC-H80
  - HC-H90
  - HC-H95
  - HC-H9S
  - HC-H180

- Mitsubishi
  - ML-G1
  - ML-G3
  - ML-G10
  - ML-G30
  - ML-G30mkII
  - ML-H70
  - ML-TS2H

- National
  - FS-3900
  - FS-4000
  - FS-4500
  - FS-4600
  - FS-4700
  - FS-5000
  - FS-5500

- Panasonic
  - FS-A1
  - FS-A1MK2
  - FS-A1F
  - FS-A1FM

- Philips
  - VG-8230
  - VG-8235
  - VG-8240
  - HCS 280
  - NMS 8220
  - NMS 8245
  - NMS 8245 Home Banking
  - NMS 8250
  - NMS 8255
  - NMS 8260
  - NMS 8280

- Sanyo
  - PHC-23
  - PHC-23JB
  - MPC-25F
  - MPC-25FD
  - MPC-25FK
  - MPC-25FS
  - MPC-27
  - MPC-77

- Sony
  - HB-F1
  - HB-F1II
  - HB-F1XD
  - HB-F1XDII
  - HB-F1XDJII
  - HB-F5
  - HB-FX50
  - HB-F500
  - HB-F700
  - HB-F9
  - HB-F900
  - HB-G900
  - HB-G900AP
  - HB-F900P
  - HB-T7
  - HB-T600

- Toshiba
  - HX-23
  - HX-33
  - HX-34

- Yamaha
  - AX-330
  - AX-350
  - AX-350II
  - AX-500
  - CX-7M
  - CX-7/128
  - CX-7M/128
  - YIS-503II
  - YIS-503III
  - YIS-503IIIR
  - YIS-604
  - YIS-604/128
  - YIS-805/128

- Zemmix
  - CPC-61

## MSX2+
- Panasonic
  - FS-A1FX
  - FS-A1WSX
  - FS-A1WX
  - FS-VW30WSX

- Sanyo
  - PHC-35J
  - PHC-70FD1
  - PHC-70FD2
  - MPC-175FD

- Sony
  - HB-F1XV
  - HB-F1DJ
  - HB-WX2+

## MSX Turbo-R
- Panasonic
  - FS-A1GT
  - FS-A1ST

- Takaoka
- Aucnet NIA-2001